# Syngliocladium aranearum
Syngliocladium aranearum är en svampart som beskrevs av Petch 1932. Syngliocladium aranearum ingår i släktet Syngliocladium och familjen Ophiocordycipitaceae.   Inga underarter finns listade i Catalogue of Life.